# マレーシアの都市の一覧

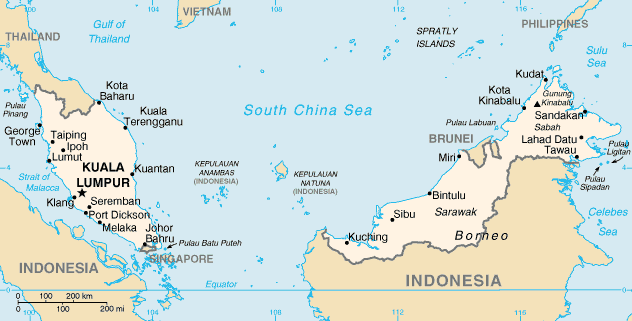
マレーシアの地図

マレーシアの都市の一覧。

## 人口上位10都市
| 順位 | 都市               | マレー語      | 人口        | 所属                 |
| ---- | ------------------ | ------------- | ----------- | -------------------- |
| 1    | クアラ・ルンプール | Kuala Lumpur  | 176万8000人 | 連邦直轄領           |
| 2    | スバン・ジャヤ     | Subang Jaya   | 94万8296人  | セランゴール州       |
| 3    | イポー             | Ipoh          | 75万7892人  | ペラ州               |
| 4    | クラン             | Klang         | 74万4062人  | セランゴール州       |
| 5    | シャー・アラム     | Shah Alam     | 64万6890人  | セランゴール州       |
| 6    | プタリン・ジャヤ   | Petaling Jaya | 63万8516人  | セランゴール州       |
| 7    | クアンタン         | Kuantan       | 60万7778人  | パハン州             |
| 8    | チェラス           | Cheras        | 60万1534人  | セランゴール州       |
| 9    | スレンバン         | Seremban      | 55万5935人  | ヌグリ・スンビラン州 |
| 10   | ジョホール・バル   | Johor Bahru   | 49万7067人  | ジョホール州         |

## 自治市
- ジョージタウン（1957年1月1日）－法的に自治市にあたるかどうか論争中
- クアラルンプール（1972年2月1日）－首都
- イポー（1988年5月27日）
- クチン（1988年8月1日）
- ジョホールバル（1994年1月1日）
- コタキナバル（2000年2月2日）
- シャー・アラム（2000年10月10日）
- マラッカ（2003年4月15日）
- アロースター（2003年12月21日）
- ミリ（2005年5月20日）
- プタリン・ジャヤ（2006年6月20日）
- クアラトレンガヌ（2008年1月1日）

## その他の都市
- アラウ
- アロー・スター
- アンパン・ジャヤ
- カンガー
- キナバタンガン
- クアラ・セランゴール
- クアラ・トレンガヌ
- クダッ
- クチン
- クルアン
- コタ・キナバル
- コタ・バル
- コタ・ブルッ
- サイバージャヤ
- サンダカン
- シブ
- ジョージ・タウン
- セパン
- タイピン
- タワウ
- タンジュン・ピアイ
- タンジュン・プングリ
- タンブナン
- トゥルッ・インタン
- バウ
- バターワース
- バリン
- プトラジャヤ
- ペナン島
- ポート・ディクソン
- ミリ
- ムラカ
- メルシン
- ラナウ
- ラハ・ダトゥ
- ラブアン - ビクトリア（英語版）
- ランタウ・アバン
- スブラン・プライ（英語版）
- カジャン（英語版）
- スラヤン（英語版）（セラヤン）
- イスカンダル・プテリ
- スンガイ・プタニ（英語版）
- パシール・グダン（英語版）（パシル・グダン、パシルグダン）
- ビントゥル（英語版）
- ランカウイ島